# Sumar Mugimendua
Sumar Mugimendua (cuya sigla es SMG) es un partido político vasco, jurídicamente soberano, cuyo ámbito de actuación es el territorio de la comunidad autónoma del País Vasco. A nivel de España asume el papel de organización territorial del partido político Movimiento Sumar, al que está libremente federado.
Se registró el 13 de diciembre de 2023 como partido político en el Registro del Ministerio del Interior.
De ideología progresista y ecosocialista, cuenta con un diputado, Lander Martínez, en el Congreso de los Diputados por la circunscripción electoral de Vizcaya, elegido en las elecciones generales de 2023, dentro de la coalición electoral Sumar.

## Historia
Tras las elecciones generales de 2023, las personas responsables del comité electoral de campaña impulsan la constitución de la federación vasca de Movimiento Sumar, mediante el registro de Sumar Mugimendua en el Ministerio del Interior.  

## Elecciones al Parlamento Vasco de 2024
Sumar Mugimendua se presentó a las elecciones al Parlamento Vasco de 2024 en la coalición electoral Sumar, junto con Ezker Anitza, Berdeak Equo y Más Euskadi, con Alba García Martín como candidata a lendakari. La coalición obtuvo un único representante por la circunscripción electoral de Álava, Jon Hernández, del Partido Comunista de Euskadi, incluido en la coalición por Ezker Anitza, por lo que Sumar Mugimendua no consiguió ningún escaño.
| Comicios              | Coalición electoral | Escaños |
| --------------------- | ------------------- | ------- |
| Parlamento Vasco 2024 | Sumar               | 0/75    |